# Lachapelle-Auzac
 Lachapelle-Auzac  es una comuna y población de Francia, en la región de Mediodía-Pirineos, departamento de Lot, en el distrito de Gourdon y cantón de Souillac.
Su población en el censo de 1999 era de 804 habitantes.
Está integrada en la Communauté de communes du Pays de Souillac .

## Demografía
| 543 | 555 | 581 | 695 | 774 | 804 |
| Para los censos de 1962 a 1999 la población legal corresponde a la población sin duplicidades (Fuente: INSEE [Consultar]) |     |     |     |     |     |